# South Park (seizoen 20)
De eerste aflevering van het twintigste seizoen van de Amerikaanse satirische animatieserie South Park werd op 14 september 2016 uitgezonden op Comedy Central. Seizoen 20 bestaat uit tien afleveringen.
Net als de voorgaande twee seizoenen lopen de afleveringen ook nu in elkaar door en bestaat het geheel uit één verhaal. In principe is er elke week een aflevering, behalve in de zogenoemde 'dark weeks', de serie kent deze weken sinds seizoen 19. Na aflevering 3, 6 en 8 volgt een 'dark week'.

## Marketing
Om het nieuwe seizoen aan te kondigen plaatste Comedy Central mobiele billboards op belangrijke locaties in zeven steden in de Verenigde Staten. Elk van de reclameborden toonde een afbeelding uit South Park die te linken was aan de locatie waar het werd geplaatst.
- In Los Angeles stond er een billboard voor het hoofdkwartier van de Scientologykerk, die ook opdook in de controversiële aflevering "Trapped in the Closet" uit 2005.[3]
- In Washington D.C. werd zowel voor het Lincoln Memorial als voor het Witte Huis een bord geplaatst. Daarop waren Barack en Michelle Obama te zien. South Park maakte in 2008 een parodie op hun relatie in de aflevering "About Last Night..."[3]
- In Lakewood, Colorado werd een billboard gezet voor het restaurant Casa Bonita, dat een centrale rol speelde in de aflevering "Casa Bonita" uit 2003.[3]
- In Salt Lake City, Utah stond er een reclamebord voor het hoofdkwartier van de Mormoonse kerk, hier werd in 2003 een parodie op gemaakt in de aflevering "All About Mormons".[3]
- In Menlo Park, Californië, werd een billboard geplaatst voor het hoofdkwartier van Facebook, dat voorkwam in 2010 in de aflevering "You Have 0 Friends".[3]
- In de stad New York verschenen er borden voor het campagnehoofdkantoor van Donald Trump en dat van Hillary Clinton, hun presidentiële campagnes werden bespot in de eerste afleveringen van dit seizoen: "Member Berries" en "Where My Country Gone?"[3]
- In Buffalo, New York stond een billboard aan de grens van de VS met Canada. De Canadese cultuur en relatie met de VS is een dankbaar onderwerp in South Park en komt onder meer naar voren in de film South Park: Bigger, Longer & Uncut, en in afleveringen als "Royal Pudding".[3]

Alle borden waren voorzien van het bijschrift "We've Been There" (We zijn er geweest). Op sommige locaties waren organisaties of personeelsleden niet blij met de reclameborden en vroegen ze deze te verwijderen. Dit gebeurde onder andere bij de borden in Los Angeles, en bij beide borden in Washington D.C.
Het hoofd van Comedy Central's Marketing, Walter Levitt, stelde "Dat was allemaal te verwachten, en we begrijpen volkomen waarom. We wisten dat het riskant was. We deden deze stunt omdat we dachten dat het een goed idee was om South Park-fans te herinneren aan al die fantastische momenten van de afgelopen 19 seizoenen. Het perfecte moment om het 20ste seizoen te vieren."